# Chthonius pinai
Chthonius pinai är en spindeldjursart som beskrevs av Juan A. Zaragoza 1985. Chthonius pinai ingår i släktet Chthonius och familjen käkklokrypare. Inga underarter finns listade i Catalogue of Life.